# Rathfarnham
Rathfarnham (irl. Ráth Fearnáin) – przedmieście Dublina położone w obszarze administracyjnym hrabstw Dún Laoghaire-Rathdown i Dublina Południowego. Liczy 21 685 mieszkańców (2011).